# Национален отбор по футбол на Иран
Националният отбор по футбол на Иран (на персийски: تیم ملی فوتبال ایران) представя страната на международни срещи. Контролира се от Иранската футболна федерация (основана през 1920 г.), която е член на ФИФА. Отборът участва три пъти на Световно първенство. Най-доброто му представяне е на континентално ниво, като става азиатски шампион три пъти: през 1968, 1972, и 1976 г. Капитан на отбора към 2018 г. е Масуд Шоджаи.

## Стадион
Основният стадион за провеждане на домакински мачове в Иран е „Азади“ в Техеран, който побира около 80 хиляди души. До неотдавна той побира до 100 хиляди души. Построен е в периода 1970 – 1973 г. и е най-големият стадион в Иран. Преди построяването му, основният домакински стадион на Иран е „Амджадие“ (днес „Шахида Шируди“) с капацитет от 30 хиляди души.

## Азия Къп
- 3 – 1968, 1972, 1976

## Западно Азиатски шампион
- 4 – 2000, 2004, 2007, 2008

## Азиатски Игри
- 3 – 1974, 1990, 1998